# Anne Wagner-Mitchell
Anne Wagner-Mitchell (* 20. November 1971 in Leverkusen) ist eine deutsche Diplomatin. Sie war von 2020 bis 2025 deutsche Botschafterin in Sambia.

## Leben
Wagner-Mitchell absolvierte 1990 ihr Abitur in Monheim am Rhein und studierte anschließend bis 1997 Rechtswissenschaft in Münster, Paris und Exeter. 1994 wurde ihr der akademische Grad Maîtrise en droit international public von der Université Paris X (Frankreich) verliehen. 1996 legte Wagner-Mitchell die Erste Prüfung in Münster ab und wurde 1997 Master of Laws (LL.M.) in European Legal Studies an der University of Exeter (Vereinigtes Königreich). Von 1997 bis 1998 arbeitete sie dort als Lektorin für deutsches Recht an der Universität, bevor sie 1998 und 1999 ihr Rechtsreferendariat im Bezirk des Oberlandesgerichtes Düsseldorf durchlief. 2001 promovierte sie an der Westfälischen Wilhelms-Universität Münster zum Doktor der Rechte mit einer Dissertation über die Stellung des Wettbewerbers im Beihilfeaufsichtsverfahren der Europäischen Gemeinschaft.
1999 trat Wagner-Mitchell in den Auswärtigen Dienst ein und absolvierte den Vorbereitungsdienst (Attachéausbildung) für den höheren Dienst in Bonn. Ihre erste Verwendung führte sie 2001 an die Deutsche Botschaft Accra in Ghana. Anschließend war sie von 2004 bis 2007 in der Abteilung Protokoll im Auswärtigem Amt in Berlin eingesetzt. 2007 wechselte Wagner-Mitchell zum Vertretungsbüro der Bundesrepublik Deutschland in Ramallah. Danach schloss sich 2010 eine Phase der Elternzeit an. 2012 ging sie an die Ständige Vertretung der Bundesrepublik Deutschland bei der OSZE in Wien. 2014 wurde Wagner-Mitchell stellvertretende Referatsleiterin in der Zentralabteilung im Auswärtigen Amt und 2018 ebenfalls dort Referatsleiterin. Im August 2020 trat sie die Nachfolge von Achim Burkart als Botschafterin an der Deutschen Botschaft Lusaka an. Im Juli 2025 wurde sie in diesem Amt von Sönke Siemon abgelöst.
Wagner-Mitchell ist verheiratet und hat zwei Kinder.

## Veröffentlichungen
- Anne Wagner: Die Stellung des Wettbewerbers im Beihilfeaufsichtsverfahren der Europäischen Gemeinschaft: eine Analyse der Verfahrensrechte und der gerichtlichen Rechtsschutzmöglichkeiten. Lang, Frankfurt am Main; Berlin; Bern; Bruxelles; New York; Oxford; Wien 2001, ISBN 978-3-631-37486-3 (Dissertation).